# バセット・ハウンド
バセット・ハウンド(Basset Hound)は16世紀に初めて発見されたフランス原産の中型犬である。胴長短足、床まで付きそうな長い耳が特徴。献身的な性格である。
元々はウサギ・キツネ等の小動物の狩の際に改良された猟犬だが、現在は主に家庭犬として飼われているケースが多い。
靴のブランド「ハッシュ・パピー」のマスコットとしても知られている。

## 飼育上の注意
胴長短足のためか、ヘルニアなどにかかりやすい。とてもスタミナがあり、1日に30分～60分ほどの散歩が必要。太りやすい体質のため、肥満予防をしっかりとしなければならない。頭はよいがとても頑固なため、しつけには根気が必要。初めて犬を飼う人にはあまりお勧めできない犬種である。長い耳の為水に浸りやすくウイルスが繁殖しやすい、目やにや涙が出やすい。

## その他
『刑事コロンボ』に登場するコロンボの飼い犬として知られる（正確には品種はノルマン・バセットである）が、実際にコロンボ役のピーター・フォークの愛犬でもあり、名前は「ドッグ」といった。
マリリン・モンローも飼っていた事で有名。
また、アニメ監督の押井守が手がけるアニメに多く登場する犬種でもある。『機動警察パトレイバー 2 the Movie』や『GHOST IN THE SHELL / 攻殻機動隊』に通りすがりで登場、『イノセンス』では主人公バトーの飼い犬で、『ミニパト』では監督とこの犬をモデルとしたマスコットのオシイヌが登場する。